# Eda Elif Başlamışlı
Eda Elif Başlamışlı (* 19. April 1997 in Ankara) ist eine türkische Schauspielerin.

## Leben und Karriere
Başlamışlı wurde am 19. April 1997 in Ankara geboren. Sie gewann den Wettbewerb Bana Her Şey Yakışır. Ihr Debüt gab sie 2017 in dem Film Hep Yek 2. Anschließend war sie 2018 in der Fernsehserie Darısı Başımı zu sehen. Außerdem trat sie 2019 in Hercay auf. Von 2019 bis 2020 spielte Başlamışlı in der Serie İncir Ağacı mit. Zwischen 2022 und 2024 bekam sie in der Serie Aşk ve Umut eine Hauptrolle.

## Filmografie
Filme
- 2017: Hep Yek 2

Serien
- 2018: Darısı Başımı
- 2019: Hercay
- 2019–2020: İncir Ağacı
- 2022–2024: Aşk ve Umut